# مدائن اللهفة (رواية)
مدائن اللهفة هي روايةٌ للكاتبة والروائيّة الإماراتيّة نادية النجار. تعتبر الرواية فنتازيا روائية تجمع بين الخيال والواقع. تركز الرواية على الشخصية الرئيسية مريم، وهي فنانة تشكيلية تعيش مع رجل غريب ليس من أصلها، وتعيش حياة سعيدة ومستقرة مليئة بالحب والحنان. تتوالى الأحداث في الرواية وتتعرض مريم لتجارب ومشاكل تتعامل معها بشكل إبداعي وفني. تستكشفُ الرواية الحائزة على جائزة الإمارات للرواية مفاهيم مثل الحب، الغدر، الفن، الإبداع والتحديات التي يواجهها الإنسان.

## المؤلِّفة
نادية النجار هي روائية إماراتية، ولدت وتعيش في دبي، الإمارات العربية المتحدة. حاصلة على درجة البكالوريوس في علوم الحاسب الآلي من جامعة عجمان للعلوم والتكنولوجيا. لها عدة روايات نُشرت، بما في ذلك رواية «منفى الذاكرة» و«»ثلاثية الدال» التي حازت على جائزة أفضل كتاب إماراتي لمؤلف إماراتي في مجال الإبداع عام 2017، كما حازت على العديد من الجوائز المحليّة داخل الإمارات بما في ذلك جائزة معرض الشارقة الدولي للكتاب في عام 2017.

## القصّة
تروي الرواية قصة الشخصية الرئيسية أمل، وهي امرأة تعيش حياة متشابكة بين الواقع والرمزية. تتناول الرواية قضايا الهوية والزواج والاستقرار العائلي، وترسم صورة للحياة في الإمارات العربية المتحدة والتطور الذي تشهده البلاد. عرَّجت الكاتبة في روايتها على الثقافة الإماراتية والتحولات الاجتماعية في البلاد، بما في ذلك قيمة الأسرة والعلاقات العائلية.